# Јелисеј (просветитељ Кавкаске Албаније)
Свети Јелисеј (Јегише) је био један од проповедника хришћанства у Кавкаској Албанији (Агванија, Алуанка).
Јерменски историчар Мовсес Каланкатуатси у „Историји земље Алуанка“  назива Јелисеја учеником апостола Тадеја, кога је крстио Христов брат Јаков и оснивач албанске цркве: „дошавши у Гис, саградио је тамо цркву и служио Литургију. На овом месту је основана наша, источна, црква” .
Помињу га и други јерменски аутори као што су Мкхитар Госх и Киракос Гандзакетси. Овај други га назива Јегише:
„... Јегише, ученик великог апостола Тадеја, који је после смрти светог апостола отишао у Јерусалим к Јакову, брату Господњем, назива се првим апостолом просветљења у источним крајевима, и, будући хиротонисан од њега за епископа, прошао кроз земљу Персијанаца и стигао у земљу Агванк. Дошао је на неко место звано Гис, и тамо саградио цркву и сам је ту пострадао од не зна се од кога” .
Свети Јелисеј (Јегише) је одиграо важну улогу у ширењу хришћанства на Југоисточном Кавказу.